# Roubaix - Charles-de-Gaulle (metrostation)
Roubaix - Charles-de-Gaulle is een metrostation aan lijn 2 van de metro van Rijsel, gelegen in de wijk Épeule-Trichon in Roubaix. Het station werd op 18 augustus 1999 geopend en is vernoemd naar de Boulevard du Général de Gaulle, die vlak bij het metrostation ligt. Het ontwerp is van de architect Jean-Claude Burdese en de kunstenaar Pascal Barbe.

## Omgeving
Het metrostation ligt op loopafstand van het tramstation Jean Moulin. Er is geen busverbinding in de nabije omgeving. Tevens vindt men hier een bijgebouw van de Université Lille III voor de studie Langues étrangères appliquées (LEA), alsmede de École nationale de musique, d'art dramatique et de danse. 